# HSBC Argentina
HSBC Bank Argentina S.A. era a principal empresa operadora do HSBC na Argentina. Era o sétimo maior banco do país e oferece uma ampla gama de produtos e serviços bancários e financeiros, incluindo serviços bancários comerciais, de consumo e corporativos, atendendo a mais de 1,2 milhão de clientes.
Em abril de 2024, o HSBC chegou a um acordo para vender suas operações bancárias na Argentina ao Banco Galicia. O processo de reformulação da marca levou cerca de 12 meses. Como resultado da aquisição pelo Grupo Galicia, no dia 6 de dezembro de 2024, às 19h, o HSBC Argentina se desconectou da rede global do Grupo HSBC e mudou progressivamente para a marca Galicia Más, deixando oficialmente de existir na Argentina após 32 anos de operações ininterruptas no país.

## Operações

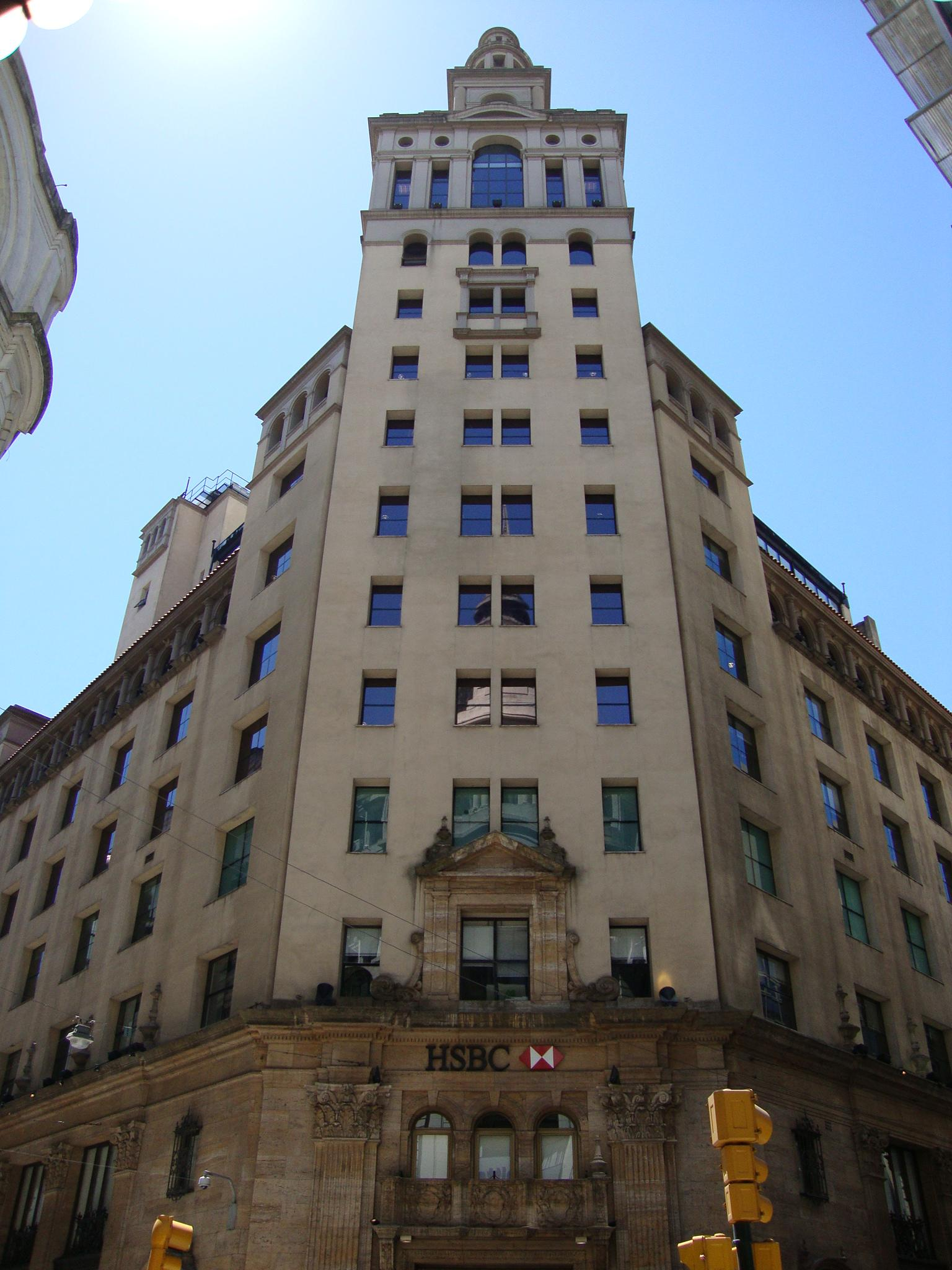
Escritórios do banco em Buenos Aires.

O HSBC Argentina é uma das maiores organizações financeiras da Argentina e inclui o HSBC Bank Argentina, HSBC MAXIMA AFJP, HSBC La Buenos Aires e HSBC New York Life. Proa é uma empresa local de finanças para o consumidor, criada para aproveitar a experiência e conhecimento da HSBC Finance Corporation. A rede de distribuição de produtos e serviços do grupo inclui 139 agências bancárias em todo o país, bem como escritórios financeiros e de fundos de pensão. O HSBC Argentina mantém depósitos de cerca de US$3 bilhões e uma carteira de empréstimos de quase US$2 bilhões (ambos representando cerca de 4% do mercado doméstico).

## História

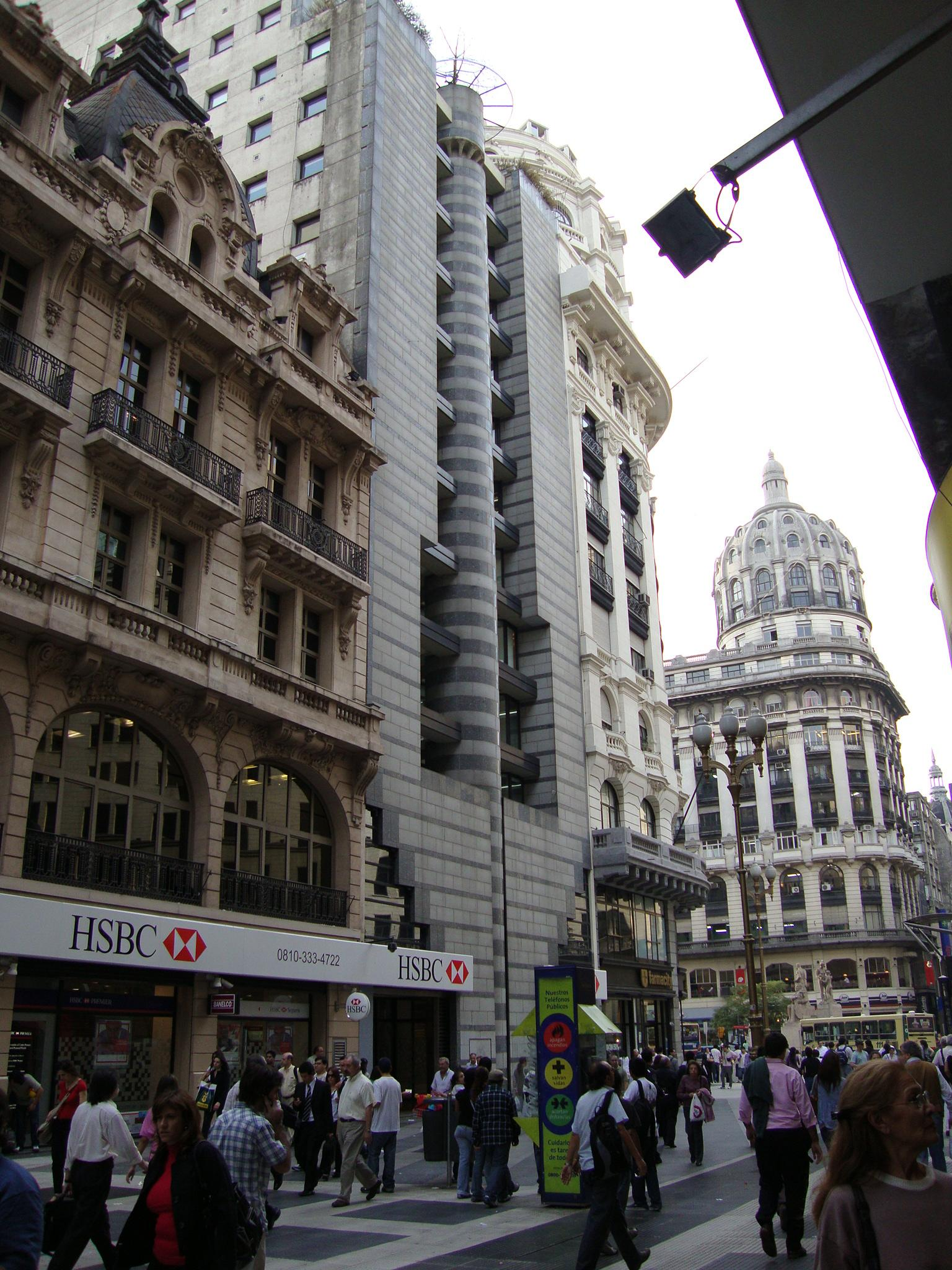
A antiga sede central do BNL (Banca Nazionale del Lavoro), agora é uma filial do HSBC.

Em 1987, o Midland Bank comprou uma participação no Banco Roberts, uma subsidiária estabelecida em 1903 pelo histórico Anglo-South American Bank. Em 1992, o Grupo HSBC adquiriu o Midland. Em 1997, o Grupo adquiriu as ações restantes da empresa controladora do Grupo Roberts e a renomeou como HSBC Argentina Holdings SA.
Em 2006, o HSBC anunciou que havia assinado um acordo com o Banca Nazionale del Lavoro SpA para adquirir as operações bancárias deste último na Argentina, Banca Nazionale del Lavoro S.A. (BNL), por 155 milhões de dólares. A BNL havia começado a operar na Argentina em 1960 e tinha 91 agências em 18 províncias, 700.000 clientes pessoais ativos e 26.700 clientes comerciais quando a aquisição pelo HSBC foi concluída em 28 de abril de 2006. O HSBC renomeou as operações argentinas da BNL para "BNL en Argentina es HSBC" (BNL na Argentina é HSBC) e, por dois anos, manteve o vínculo com a BNL, principalmente para a comunidade de 70.000 ítalo-argentinos que recebiam pensões da Itália.
Em 2007, Simon Martin, Presidente do HSBC Argentina, foi nomeado chefe do escritório de sustentabilidade e responsabilidade corporativa do grupo.[carece de fontes?]
A sede do grupo, que estava localizada desde 1996 em um moderno arranha-céu na Avenida de Mayo, mudou-se em 2009 para a histórica sede do antigo Banco Popular Argentino. O edifício plateresco, projetado por Antonio e Carlos Vilar, foi concluído em 1931. Localizado na Rua Florida, tornou-se propriedade do Banco Roberts após a aquisição do Banco Popular em 1996 e foi transferido para o HSBC Argentina após a fusão do Roberts no ano seguinte.

### Acidente de 20 de dezembro de 2001
Durante os tumultuados e trágicos eventos do dia 20 de dezembro de 2001, o pessoal de segurança do HSBC disparou a partir da sede central do banco, na época localizada na Avenida de Mayo, contra civis que marchavam em direção à Plaza de Mayo em protesto contra o então presidente Fernando de la Rúa. Gustavo Ariel Benedetto foi morto por um tiro de 9 mm na cabeça. As gravações das câmeras de segurança do prédio comprovaram que o pessoal de segurança abriu fogo sem estar em perigo, já que os manifestantes não conseguiram entrar na sede. Além disso, a posse de armas letais por parte de pessoal de segurança privada em locais públicos era proibida em Buenos Aires.